# Mercedes McNab
Mercedes Alicia McNab (Vancouver, 14 maart 1980) is een Canadees actrice. Ze speelde onder meer Harmony Kendall in zowel de televisieserie Buffy the Vampire Slayer als de spin-off daarvan genaamd Angel. Ze maakte haar filmdebuut op tienjarige leeftijd als koekjesverkopende padvindster in The Addams Family (1991).
McNab is de dochter van Bob McNab, een voormalig Engels voetbalinternational die meer dan 250 wedstrijden voor Arsenal FC speelde.

## Filmografie
- Hatchet II - Misty (2010)
- Medium Raw: Night of the Wolf - Gillian Garvey (2010, televisiefilm)
- Thirst - Atheria (2010)
- Dark Reel - Tara Leslie (2008)
- XII - Vicki (2008)
- Vipers - Georgie (2008, televisiefilm)
- The Pink Conspiracy - Jamie (2007)
- Hatchet - Misty (2006)
- Miles from Home (2006/)
- Beer Money - Echo Olvera (2001, televisiefilm)
- White Wolves III: Cry of the White Wolf - Pamela (2000)
- Escape from Atlantis - Claudia Spencer (1997, televisiefilm)
- Savage Land - Hanna Morgan (1994)
- The Fantastic Four - Jonge Sue Storm (1994)
- Addams Family Values - Amanda Buckman (1993)
- The Addams Family - Scoutingmeisje (1991)

## Televisieseries
*Exclusief eenmalige gastrollen
- Angel - Harmony Kendall (2001-2004, achttien afleveringen)
- Buffy the Vampire Slayer - Harmony Kendall (1996-2001, zeventien afleveringen + geannuleerde pilot)

## Trivia
- In The Pink Conspiracy speelde ze evenals in Angel samen met actrice Sarah Thompson.
- In navolging van haar Buffy- en Angel-collega Charisma Carpenter (in 2004), poseerde ook McNab naakt voor Playboy (in 2006).

- Gemeinsame Normdatei: 1204465819
- International Standard Name Identifier: 0000 0000 4705 8227
- Library of Congress Control Number: no2008172295
- Virtual International Authority File: 58909756
- WorldCat: E39PBJqFRg6cFmm3gMYWkKgBT3